# Karin Alfredsson
Karin Alfredsson (ur. 1953) – szwedzka pisarka, autorka powieści kryminalnych, dziennikarka i feministka.
Jej twórczość literacka koncentruje się wokół zagadnienia dyskryminacji kobiet. Akcja jej powieści Godzina 21:37 rozgrywa się w Polsce. Za debiutancką książkę 80° från Varmvattnet otrzymała nagrodę Szwedzkiej Akademii Kryminału.
Przez wiele lat pracowała w telewizji publicznej SVT. Była wykładowczynią dziennikarstwa na Uniwersytecie w Umeå.
Karin Alfredsson jest inicjatorką projektu Przyczyna śmierci: bycie kobietą, którego celem jest udokumentowanie przemocy wobec kobiet w 10 państwach świata: Brazylii, Egipcie, Hiszpanii, Kongo, Meksyku, Pakistanie, Republice Południowej Afryki, Rosji, Stanach Zjednoczonych i Szwecji. 

## Książki
- 80° från Varmvattnet (2006)
- Kvinnorna på 10:e våningen (2008)
- Klockan 21:37 (2009) / Godzina 21:37. Warszawa: Wydawnictwo Czarna Owca, 2011. ISBN 978-83-7554-346-9. (pol.). Brak numerów stron w książce
- Den sjätte gudinnan (2010)
- Pojken i hiss 54 (2011)